# Arquipélago Juan Fernández

O arquipélago Juan Fernández ou João Fernandes é um pequeno grupo de ilhas a mais de 600 km de distância da costa chilena. Seu idioma oficial, assim como no Chile, é o Castelhano 

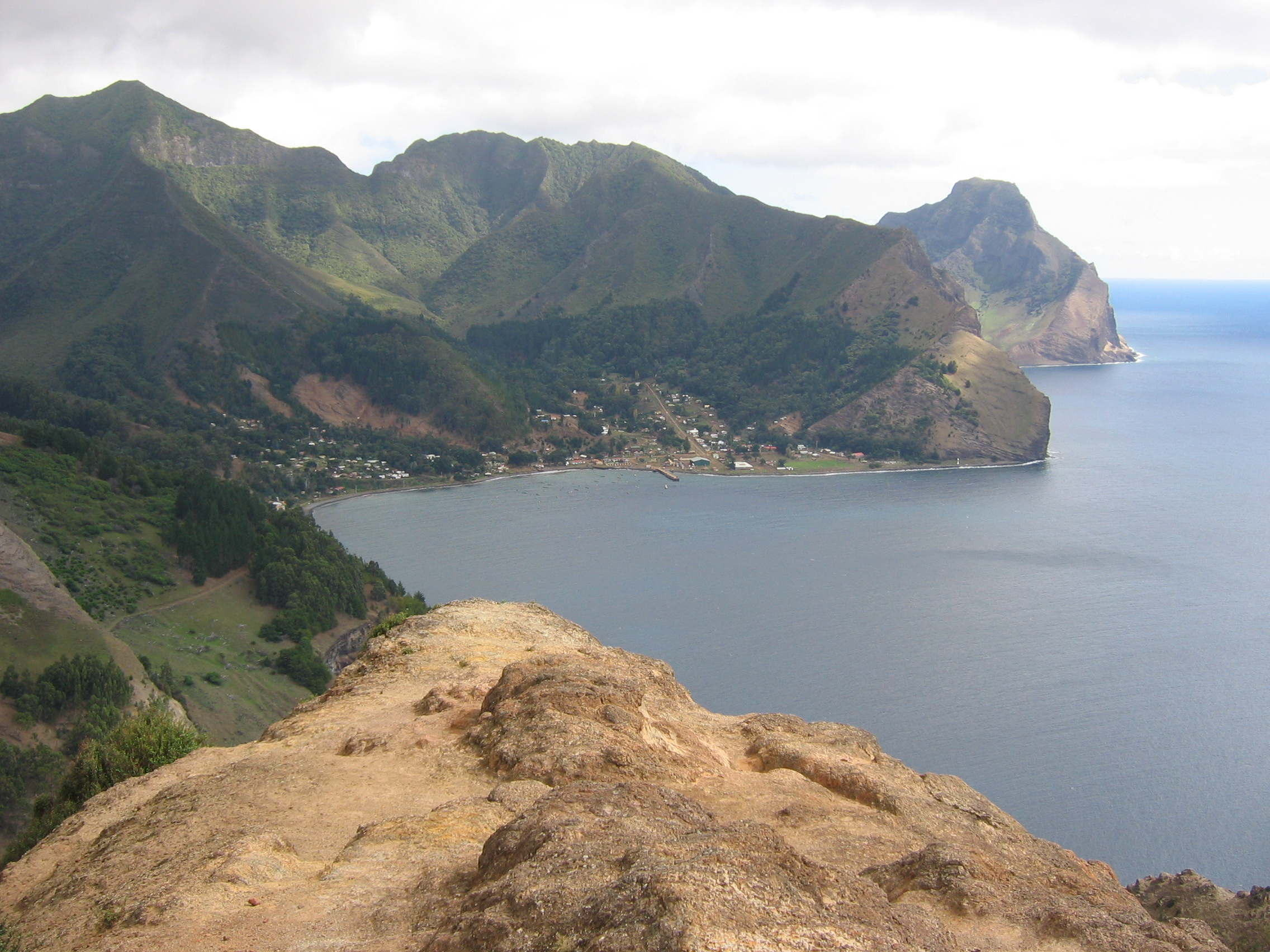
Arquipélago Juan Fernández (vista para Robinson Crusoe a partir da montanha).

Com geografia bastante peculiar, as ilhas do arquipélago vão do nível do mar até cumes de 1 500 m e possuem alguns ecossistemas endêmicos. Mais de 60% das espécies nativas não podem ser encontradas em qualquer outra parte do planeta. Dada a sua importância biológica esse arquipélago foi declarado Parque Nacional em 1935 e Reserva Mundial da Biosfera em 1977.

Bandeira do Arquipélago Juan Fernández.

Dentro das ilhas do arquipélago, a maior delas é a ilha Robinson Crusoe, com 93 km². Foi nela que o marinheiro escocês Alexander Selkirk, permaneceu por mais de quatro anos. Os relatos do navegante teriam dado vida a Robinson Crusoe, famoso personagem do livro de Daniel Defoe. Mais tarde, o nome do personagem foi dado a esta ilha.

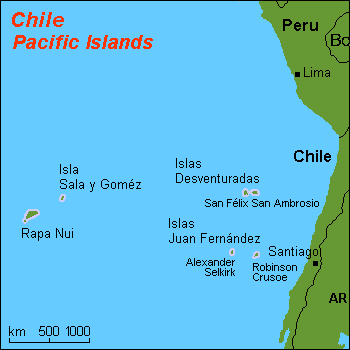
Localização dos arquipélagos do Chile.

A ilha de Robinson Crusoe é a única do arquipélago que tem uma população permanente, de cerca de 500 a 600 habitantes, localizada na vila de San Juan Bautista e seus arredores. A economia local está baseada na pesca da lagosta.